# آل مهتم (دهستان)
 آل مهتم  دهستانی است در عزلهٔ (الأشراف)، وأعمال مأرب، در ناحیهٔ (آلمهتیم)، از توابع استان مأرب در کشور یمن در شبه جزیره عربستان.

## جمعیت
جمعیت این دهستان در حدود (۱۴ خانوار) و (۲۳۷۷) نفر می‌باشد. 

## منبع
- المقحفی، ابراهیم، احمد ، (مُعجَم المُدُن وَالقَبائِل الیَمَنِیَة) ، منشورات دار الحکمة، صنعاء، چاپ پنجم، وانتشار سال ۱۹۸۵ میلادی به (عربی).